# Битва за Стрий
Битва за Стрий - спільне визволення українських націоналістів та Німеччини під командуванням Романа Шухевича 2 липня 1941 року.
22 червня 1941 року німецька армія переходить радянський кордон розпочинається Німецько-радянська війна.
2 липня 1941 року німецькі війська увійшли у Стрий, згодом окупували значну частину українських земель. 1 серпня 1941 р. Галичина була опинилась у складі Генеральної Губернії як складова Райху (Дистрикт Галичина). Весною 1942 року було створене Стрийське гетто.